# Liechtenstein ai XVIII Giochi olimpici invernali
Il Liechtenstein partecipò ai XVIII Giochi olimpici invernali, svoltisi a Nagano, Giappone, dal 7 al 22 febbraio 1998, con una delegazione di 8 atleti impegnati in due discipline.